# Somchanh Chitvongdouan
Somchanh Chitvongdouan là một chính trị gia người Lào. Bà là đảng viên Đảng Nhân dân Cách mạng Lào. Bà là đại biểu Quốc hội Lào cho tỉnh Oudomxay (Khu vực 4).